# Adlai Stevenson
Pour les articles homonymes, voir Adlai Stevenson (homonymie).
Adlai Ewing Stevenson II, né le 5 février 1900 à Los Angeles et mort le 14 juillet 1965 à Londres, est un homme politique américain. Membre du Parti démocrate, il remporte l'investiture pour les élections présidentielles de 1952 et de 1956, mais est défait deux fois par Dwight D. Eisenhower, candidat du Parti républicain. Stevenson est gouverneur de l'Illinois du 10 janvier 1949 au 12 janvier 1953 et ambassadeur aux Nations unies du 21 janvier 1961 à sa mort le 14 juillet 1965, sous les présidences de John Fitzgerald Kennedy et Lyndon B. Johnson.

## Biographie

### Enfance
Né à Los Angeles, Adlai Stevenson est le petit-fils d'Adlai Ewing Stevenson, 23e vice-président des États-Unis entre 1893 et 1897 dans la seconde administration du président Grover Cleveland. Son père, Lewis Stevenson (en), est secrétaire d'État de l'Illinois de 1914 à 1917. Son grand-père maternel, l'homme de presse Jesse W. Fell (en), est un ami proche d'Abraham Lincoln dont il est le chef de campagne pour son élection au Sénat en 1858, et à qui Stevenson faisait souvent référence comme son parent favori. 
Adlai Stevenson passe son enfance à Bloomington, ville alors de 20 000 habitants dans le centre de l'Illinois. En 1912, au cours d'une fête, l'arme qu'il tient tue accidentellement Ruth Merwin, une cousine de 16 ans,.
Lycéen médiocre, il échoue à l'examen d'entrée à Princeton et est envoyé à la Choate school, où il s'améliore, et est finalement admis l'année suivante. Après Princeton, il va à la faculté de droit de Harvard et entreprend des études de droit, qu'il abandonne, pour les reprendre après avoir rencontré le juge Oliver Wendell Holmes.
Il devient ensuite avocat et entre au cabinet Cutting, Moore and Sidley, occasionnellement appelé à devenir un conseil pour des organismes liés au New Deal, et développant une activité politique à Chicago.

### Carrière politique

#### Gouverneur de l'Illinois

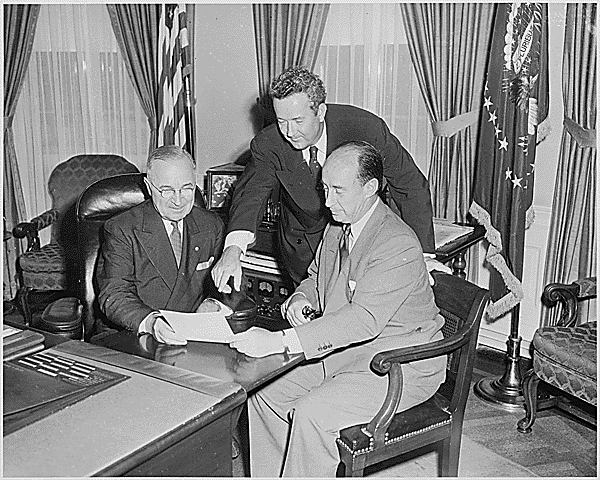
Stevenson avec son candidat à la vice-présidence John Sparkman et le président Harry S. Truman dans le bureau ovale.

Il est gouverneur de l'Illinois de 1949 à 1953 avec comme lieutenant-gouverneur Sherwood Dixon (en). Il lutte contre la corruption, et tente vainement de réformer les institutions de l’État, les réformes constitutionnelles qu'il voulait ne seront adoptées que quatre ans après sa mort.

#### Élections présidentielles de 1952 et 1956
Renommé pour ses talents d'orateur et ses orientations progressistes, le plaçant à la gauche du parti, Stevenson est le candidat démocrate aux élections présidentielles américaines en 1952 et 1956. À chaque fois, il est battu par Dwight D. Eisenhower, ne remportant que quelques États dans le Sud profond, traditionnellement démocrate.

##### 1952

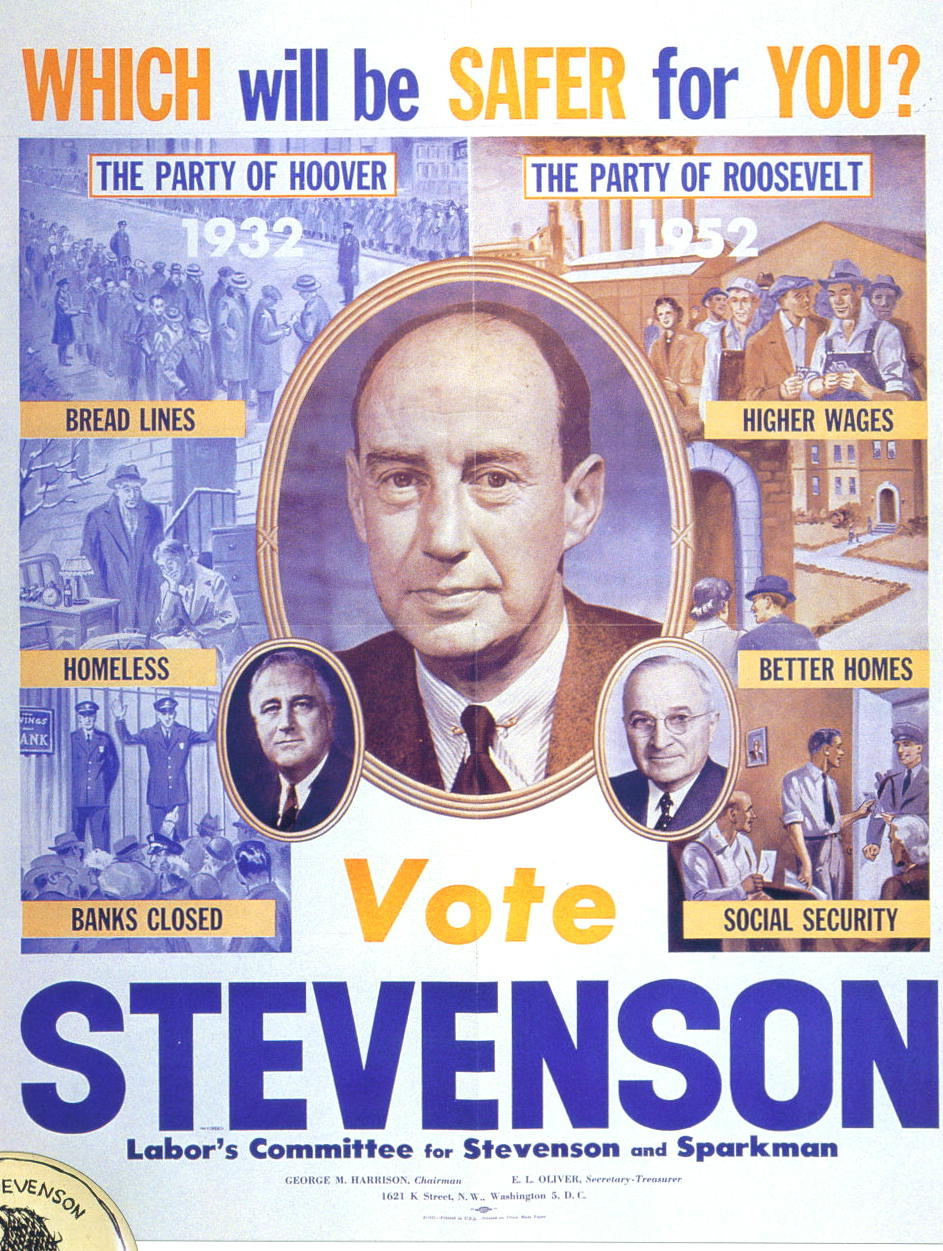
Affiche de campagne pour l'élection présidentielle de 1952.

En 1952, le président sortant Harry Truman décide de ne pas se représenter. Après que les candidatures de William Averell Harriman, d'Alben William Barkley, de Richard Brevard Russell, Jr. et d'Estes Kefauver échouent, respectivement à cause d'un manque d'expérience politique, d'un âge avancé, de ségrégationnisme, et d'un activisme contre le crime organisé qui révèle les liens entre la Mafia et certains des principaux dirigeants démocrates, qui ont encore un rôle majeur dans la sélection du candidat, celle d'Adlai Stevenson, poussée par Truman, est finalement avancée, étant en faveur du New Deal mais, sur le sujet des droits civiques, moins engagé que le nord le veut, et moins hostile que le sud le souhaite.
Afin d'équilibrer sa candidature, il prend comme colistier John Sparkman, sénateur de l'Alabama, état du Sud profond.
Stevenson est nettement battu par Eisenhower, ne remportant que 44,47% des suffrages (contre 55,36%) et 9 États du Sud.

##### 1956
En 1956, lors des primaires démocrates, il instaure pour la première fois l'élection séparée pour la candidature à la vice-présidence (jusqu'alors, et depuis lors, les candidats à la vice-présidence sont désignés par les candidats à la présidence).
Il prend le sénateur du Tennessee Estes Kefauver comme colistier.
Comme lors de l'élection présidentielle de 1952, il fait face à Dwight D. Eisenhower, candidat républicain et président sortant. Il est largement battu par celui-ci ne remportant que 41,96 % des suffrages (contre 57,36 % pour Eisenhower) et cette fois seulement 7 États, tous dans le Sud.

#### Ambassadeur à l'ONU
Il est nommé en 1961 ambassadeur des États-Unis aux Nations unies par le président John Fitzgerald Kennedy, après avoir convoité la fonction de secrétaire d'État, à laquelle est finalement nommé Dean Rusk. Il s'oppose à l'ambassadeur cubain lors du débarquement de la baie des Cochons, affirmant que les États-Unis ne sont pas impliqués. Il reste à ce poste jusqu'en 1965, s'illustrant également lors de la crise des missiles de Cuba en demandant des comptes à son homologue soviétique Valerian Zorine, lors de l'Assemblée générale des Nations unies.
Voulant promouvoir l'ONU devant ses compatriotes, il parcourt les États-Unis, ce qui est à l'origine d'un incident à Dallas le 24 octobre 1963 lorsqu'il vient dans ce fief de l'extrême droite, et que des extrémistes de la Convention nationale de l'indignation (National Indignation Convention) menés par le général Edwin Walker viennent perturber son meeting et l'accusent d’être un agent communiste; Cora Lacy Fredrickson, une manifestante, l'agresse avec une pancarte, menant Stevenson à se demander "si elle était un animal ou bien un être humain" et à dire à un policier qu'il ne voulait pas qu'elle aille en prison mais à l'école,. Un autre récite le chant suivant,,,,:
« Kennedy will get his reward in hell.
Stevenson is going to die.
His heart will stop, stop, stop.
And he will burn, burn, burn. »
« Kennedy aura sa récompense en enfer.
Stevenson va mourir.
Son cœur s'arrêtera
et il brûlera, brûlera, brûlera ! »
Les leaders d'opinion locaux expriment leurs regrets par rapport à l'incident et Earle Cabell, le maire de la ville, appelle Dallas à se racheter pendant la visite de Kennedy le mois suivant,.
Il conseille ensuite à l'entourage du président Kennedy d'annuler sa visite à Dallas, conseil qui n'est pas suivi. Un mois plus tard, Kennedy y est assassiné,,. En apprenant cela, Stevenson regretta de n'avoir pas plus insisté sur le fait d'annuler son voyage.

### Mort
Il meurt lors d'une visite à Londres le 14 juillet 1965 d'une insuffisance cardiaque  alors qu'il marchait dans l'Upper Grosvenor Street (en), dans le quartier de Mayfair. Il est inhumé dans l'Evergreen Cemetery (en) de  Bloomington (Illinois).

### Réputation
Ses adversaires républicains avaient coutume de brocarder son aspect d'intellectuel de gauche et le qualifiaient fréquemment de « crâne d'œuf », sobriquet inventé par Richard Nixon, lors de l'élection présidentielle de 1952. La rumeur de son homosexualité, alimentée par le chef du FBI, J. Edgar Hoover, a également été utilisée contre lui,,.
Ses partisans démocrates, quant à eux, admiraient son style posé et son éloquence.

## Au cinéma
- 2000 : Treize jours, film américain, joué par Michael Fairman